# يوسف المنيلاوي
يوسف خفاجي المنيلاوي (1850 - 1911 م) هو منشد ومغن مصري.

## حياته ونشأته
ولد في عام 1850 م، وقيل 1847 م. لقب بالمنيلاوي، نسبة إلى منيل الروضة بالقاهرة. أخذ في بداية عهده الإنشاد عن الشيخ محمد عبد الرحيم الشهير بالمسلوب، ثم أخذ الغناء عن الملحن محمد عثمان. سافر إلى الأستانة سنة 1888 م وغنى للسلطان عبد الحميد فأنعم عليه بالنيشان المجيدي. توفي سنة 1911 م، وقيل سنة 1910 م.
من أشهر أغانيه «جددي يا نفس حظك» و «قبل ما هوى الجمال» و «حامل الهوى تعب» و «فتكات لحظك»، ولعل أشهر أغانيه كانت أغنية «البلبل».

## للإستزاده
- «يوسف المنيلاوي: مطرب النهضة العربية، عصره وفنه» - فريديريك لاغرانج ومحسن صوّه ومصطفى سعيد - دار الشروق، القاهرة